# 2003 Harding
Harding (asteroide 2003) é um asteroide da cintura principal, a 2,7000743 UA. Possui uma excentricidade de 0,1198677 e um período orbital de 1 962,63 dias (5,38 anos).
Harding tem uma velocidade orbital média de 17,00508694 km/s e uma inclinação de 1,87312º.
Esse asteroide foi descoberto em 24 de Setembro de 1960 por PLS.
Seu nome é uma homenagem ao astrônomo alemão Karl Ludwig Harding.